# Lý Hoành Nghị
Lý Hoành Nghị (tiếng Trung: 李宏毅; bính âm: Lǐ Hóngyì, sinh ngày 26 tháng 6 năm 1998) là một nam ca sĩ, diễn viên người Trung Quốc.

## Tiểu sử
Lý Hoành Nghị tốt nghiệp Học viện Âm nhạc đương đại Bắc Kinh.
Bởi bố mẹ đều đi làm xa nên cậu sống tự lập từ nhỏ. Năm 2013, Lý Hoành Nghị tham gia thi tuyển ở đợt tuyển 798SM Bắc Kinh, là người đầu tiên trong đợt thi tuyển đó được SM Entertainment chọn và trở thành thực tập sinh của công ty giải trí hàng đầu của Hàn Quốc này. Tuy nhiên, vì một số lý do, cậu đã chọn từ bỏ việc tiếp tục tập luyện, trở về quê hương.

## Sự nghiệp
Tháng 7/2014, Lý Hoành Nghị xuất hiện trong chương trình truyền hình thực tế "X-Change" của đài Hồ Nam. Thu hút sự chú ý bởi ngoại hình điển trai, thiếu niên 16 tuổi với mái tóc dài lãng tử và chiều cao ấn tượng 1m86. Sau đó, gia nhập làng giải trí, hoạt động ở mảng âm nhạc và tham gia diễn xuất một vài vai nhỏ trong bộ phim sitcom Sister Knows, Intouchable (Nam thần chấp sự đoàn).
Tháng 4/2016, Lý Hoành Nghị xuất hiện lần đầu trên màn ảnh rộng qua bộ phim lãng mạn dành cho giới trẻ Thanh xuân của ai không mơ hồ Bộ phim kinh phí thấp nhưng tạo ra một hit phòng vé và tăng độ nhận diện công chúng cho Lý Hoành Nghị.
Năm 2017, bộ web-drama tình cảm học đường Thiếu gia ác ma đừng hôn tôi (Phần 1,2) phát sóng và tạo một cú hit tăng độ phổ biến cho Lý Hoành Nghị.
Năm 2019, Lý Hoành Nghị ghi dấu ấn với vai chính cổ trang đầu tiên trong web-drama tình cảm Thiên Lôi Nhất Bộ chi Xuân Hoa Thu Nguyệt.
Cuối năm 2022, bộ phim về nhiệt huyết thiếu niên, chuyển thể từ tiểu thuyết cùng tên Thiếu Niên Ca Hành, do Lý Hoành Nghị thủ vai chính Tiêu Sắt, tiếp tục nhận được sự yêu mến từ khán giả.

## Danh sách phim

### Phim điện ảnh
| Năm  | Tiêu đề phim                  | Tiêu đề tiếng Trung | Vai diễn   | Ghi chú |
| ---- | ----------------------------- | ------------------- | ---------- | ------- |
| 2016 | Thanh xuân của ai không mơ hồ | 谁的青春不迷茫      | Hoàng Thao | Vai phụ |

### Phim truyền hình/ Phim chiếu mạng
| Năm       | Tiêu đề phim                                 | Tiêu đề tiếng Trung | Vai diễn               | Bạn diễn          | Ghi chú       |
| --------- | -------------------------------------------- | ------------------- | ---------------------- | ----------------- | ------------- |
| 2017      | Thiếu Gia Ác Ma Đừng Hôn Tôi 1, 2            | 恶魔少爷别吻我      | Hàn Thất Lục           | Hình Phi          | Vai chính     |
| 2018      | Hạn Định 24 Giờ                              | 限定24小时          | Lê Hân                 | Lý Hạo Nam        | Vai chính     |
| 2018      | Biển Cả Đưa Em Đến                           | 来自海洋的你        | Trì Lục                | Châu Vũ Đồng      | Vai chính     |
| 2019      | Thanh Nang Truyện                            | 青囊传              | Mộc Tinh Trần          | Triệu Lộ Tư       | Vai chính     |
| 2019      | Thiên Lôi Nhất Bộ Chi Xuân Hoa Thu Nguyệt    | 天雷一部之春花秋月  | Thượng Quan Thu Nguyệt | Triệu Lộ Tư       | Vai chính     |
| 2020      | Đếm Ngược Thời Gian Để Gặp Em                | 时间倒数遇见你      | Tiêu Dương             | Thi Thi           | Vai chính     |
| 2021      | Nhất Phiến Băng Tâm Tại Ngọc Hồ              | 一片冰心在玉壶      | Tô Tuý                 |                   | Khách mời     |
| 2021      | Thế Giới Cool Ngầu                           | 最酷的世界          | Đoàn Xung              | Châu Vũ Đồng      | Vai thứ chính |
| 2022      | Ta là Lưu Kim Phượng / Hoàng hậu Lưu Hắc Bàn | 我叫刘金凤          | Đoàn Vân Chướng        | Lạt Mục Dương Tử  | Vai chính     |
| 2022-2023 | Thiếu Niên Ca Hành                           | 少年歌行            | Tiêu Sắt/ Tiêu Sở Hà   | Lâm Bác Dương     | Vai chính     |
| 2023      | Võ Lâm Hiệp Khí                              | 武林有侠气          | Bạch Nhạc              | Hoàng Nhật Oánh   | Vai chính     |
| 2024      | Thiếu Niên Bạch Mã Túy Xuân Phong            | 少年白马醉春风      | Tiêu Nghị              |                   | Khách mời     |
| 2024      | Hắc Bạch Quyết                               | 黑白诀              | Nhậm Lỗi Lỗi           |                   | Khách mời     |
| TBA       | Hoắc Khứ Bệnh (2017)                         | 电视剧霍去病        | Triệu Phá Nô           | Trương Nhược Quân | Vai phụ       |
| TBA       | Phong Hỏa Lưu Kim/ Sát Phá Lang (2020)       | 烽火流金            | Thẩm Dịch              | Tôn An Khả        | Vai thứ chính |
| TBA       | Chớ quấy rầy phi thăng (2022)                | 勿扰飞升            | Trọng Tỉ/ Hoàn Tông    | Lục Đình Ngọc     | Vai chính     |

## Giải thưởng
| Năm  | Giải thưởng                   | Hạng mục                                     | Đề cử cho                    | CT     |
| ---- | ----------------------------- | -------------------------------------------- | ---------------------------- | ------ |
| 2017 | iFensi Award Ceremony 2016    | Nghệ sĩ được yêu thích do khán giả bình chọn |                              |        |
| 2017 | 2nd Tencent Video Star Awards | Giải thưởng nam diễn viên triển vọng nhất    | Thiếu gia ác ma đừng hôn tôi | [ 10 ] |